# Peltariopsis
Peltariopsis är ett släkte av korsblommiga växter. Peltariopsis ingår i familjen korsblommiga växter.
Kladogram enligt Catalogue of Life:
| Peltariopsis | \| \| Peltariopsis grossheimii \| \| \| \| \| \| Peltariopsis planisiliqua \| \| \| \| |
|              | \| \| Peltariopsis grossheimii \| \| \| \| \| \| Peltariopsis planisiliqua \| \| \| \| |
|              | Peltariopsis grossheimii                                                               |
|              |                                                                                        |
|              | Peltariopsis planisiliqua                                                              |
|              |                                                                                        |